# Lista de afro-americanos nomeados à Suprema Corte dos Estados Unidos

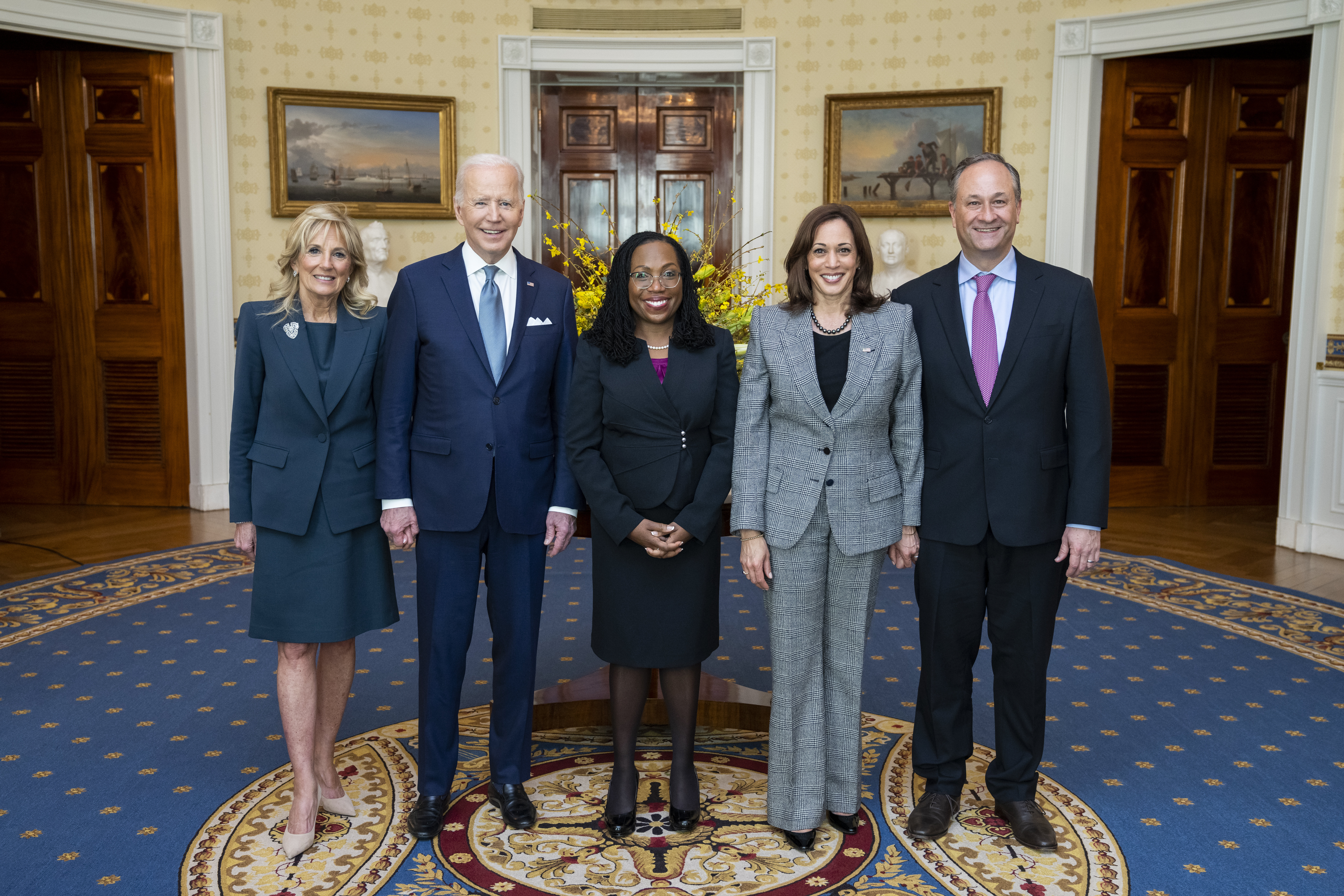
Em 2022, Ketanji Brown Jackson (ao centro) tornou-se a primeira mulher afro-americana nomeada Juíza Associada da Suprema Corte. Na imagem, Jackson está acompanhada de Joe Biden e Kamala Harris e seus respectivos cônjuges.

Esta é uma lista de indivíduos afro-americanos nomeados formalmente à Suprema Corte dos Estados Unidos, a mais alta instância do Poder Judiciário Federal dos Estados Unidos. Desde a fundação desta corte em 1789, os sucessivos presidentes estadunidenses nomearam 165 magistrados como Juízes Associados, dos quais 128 foram confirmados e 7 rejeitados pelo Senado dos Estados Unidos. Até a atual Administração Biden (2021-), apenas 3 cidadãos estadunidenses de ascendência afro-americana foram indicados ao cargo. 
Os afro-americanos são definidos oficialmente pelo Departamento do Censo dos Estados Unidos e demais órgãos governamentais responsáveis pelo estudo demográfico da população estadunidense como "cidadãos residentes nos Estados Unidos que possuam ascendência originária de povos africanos". O país esteve alicerçado em um sistema escravocrata que excluiu e marginalizou grupos de ascendência africana das principais questões de interesse nacional por séculos mesmo após a Proclamação de Emancipação de 1863 e, portanto, a possibilidade de um afro-americano ser nomeado à Suprema Corte era considerada remota até as conquistas sociais do Movimento dos Direitos Civis na década de 1960.

## Afro-americanos na Suprema Corte dos Estados Unidos
| Nomeado | Nomeado                       | Presidente | Presidente             | Nomeação                               | Resultado                          | Assento         | Origem               | Ref.                        |
| ------- | ----------------------------- | ---------- | ---------------------- | -------------------------------------- | ---------------------------------- | --------------- | -------------------- | --------------------------- |
|         | Thurgood Marshall (1908—1993) |            | Johnson (1963—1969)    | 13 de junho de 1967 (ver detalhes)     | Confirmado (30 de agosto de 1967)  | ↑ ClarkThomas ↓ | Maryland             | [ 8 ] [ 9 ] [ 10 ] [ 11 ]   |
|         | Clarence Thomas (1948—)       |            | H. W. Bush (1989—1993) | 1 de julho de 1991 (ver detalhes)      | Confirmado (15 de outubro de 1991) | ↑ Marshall      | Geórgia              | [ 12 ] [ 13 ] [ 14 ] [ 15 ] |
|         | Ketanji Brown Jackson (1970—) |            | Biden (2021—2025)      | 25 de fevereiro de 2022 (ver detalhes) | Confirmada (7 de abril de 2022)    | ↑ Breyer        | Distrito de Colúmbia | [ 16 ] [ 17 ] [ 18 ] [ 19 ] |